# Clasmatodon
Clasmatodon là một chi rêu trong họ Fabroniaceae.